# Thư viện Quốc gia Andorra
Thư viện quốc gia Andorra (tiếng Catalunya: Biblioteca Nacional d'Andorra) được thành lập vào năm 1930, sau đó mở cửa trở lại vào năm 1974. Nó tọa lạc tại Casa Bauró,  một trang viên cũ ở thủ đô Andorra, Andorra la Vella.  Trong số các chức năng khác, nó là thư viện bản quyền và lưu chiếu của Andorra.

## Lịch sử
Thư viện Quốc gia Andorra được thành lập vào ngày 8 tháng 9 năm 1930  với mục đích cung cấp dịch vụ cho mượn sách phục vụ cho người dân vùng thung lũng Andorra (les Valls d'Andorra). Ban đầu nó được đặt trong đại sảnh (sala dels passos perduts) ở Casa de la Vall (trụ sở của Đại hội đồng Andorra). Sự thành lập của nó là kết quả của sáng kiến của Hiệp hội Cư dân Andorra ở Barcelona (Sociedat Andorrana de Residences a Barcelona) cùng với sự đóng góp của các cá nhân tư nhân khác nhau, và theo sau sự thành lập của các tổ chức văn hóa xã hội khác như Hiệp hội Bảo vệ của Catalan Education (Associació Protectora de l'Ensenyança Catalana).
Thư viện mới được thành lập vào năm 1974 với sự giúp đỡ của Lídia Armengol i Vila. Bộ sưu tập ban đầu khoảng 2.500 đầu sách chủ yếu đến từ thư viện của Casa de la Vall, nhưng cũng bao gồm các khoản quyên góp từ Triển lãm Sách Catalan, quyên góp từ các nhà xuất bản khác nhau và các tác phẩm được mua lại bởi Đại hội đồng Andorra.
Năm 1986, sau khi thay đổi trụ sở ở nhiều địa điểm khác nhau, thư viện chuyển đến một tòa nhà có tên là Prada Casadet. Mặc dù tòa nhà này có cả Thư viện Quốc gia và Thư viện Công cộng của Chính phủ Andorra vào thời điểm đó, một căn phòng nhỏ được dành riêng cho bộ sưu tập quốc gia.
Năm 1996, với việc các bộ sưu tập đã phát triển đáng kể, nó đã quyết định tái cấu trúc và tách biệt các dịch vụ với nhau. Thư viện Quốc gia Andorra do đó đã được chuyển đến một tòa nhà có tên là Casa Bauró trong khi phần còn lại của bộ sưu tập vẫn ở Prada Casadet.
Ngoài các vai trò khác của mình, Thư viện Quốc gia Andorra đã hoạt động như cơ quan quốc gia ISBN cho Andorra kể từ năm 1987.